# 成昆
成昆是金庸小说《倚天屠龙记》中的最大的反派人物，外号混元霹雳手（因少時修煉混元功及霹靂拳而得名），掌含風雷，威力更是驚人。三聯版中被張無忌評為「武功之高，幾乎已不在三渡之下」。為人痴情而不择手段，阴险狠毒，是「金毛獅王」謝遜的授業恩師和大仇人，為金庸小說中武功絕頂的高手之一。

## 概述
成昆在少年時情傾師妹，卻被当时的明教第三十三代教主阳顶天横刀夺爱。
後來阳顶天冷落嬌妻，令成昆有機會經常與陽夫人私通交合，阳夫人也把明教总坛地下暗道的秘密告诉了成昆。
之後阳顶天在修练「乾坤大挪移」神功时，发现他们私通，他自己激動走火入魔而死，其夫人深感内疚而自杀，令成昆悲痛欲绝，发誓覆灭明教。为让明教内讧，把阳顶天死讯泄露出去，致使殷天正自立天鹰教，范遥出走，杨逍则和韦一笑及五散人等核心要员内讧数十年。
成昆为复仇，不惜杀害爱徒“金毛狮王”谢逊全家而獨留謝遜一人，逼得謝遜狂殺武林中人，想逼成昆現身，但此舉卻讓明教成為武林公敵。
后来少林派「四大神僧」之首空見神僧收成昆為徒，並賜其法号圆真。其后空見神僧為化解成昆與謝遜之間的恩怨，甘受謝遜一十三拳，然在謝遜使出七傷拳重傷空見神僧后，成昆卻避而不出，空見後悔誤信奸人、含恨而終。此事並無其他少林人士知曉，因此少林方面一直誤以為謝遜無故殺害空見，而害得謝遜與少林結仇。
之後成昆更在暗地裡積極策動六大派圍攻光明頂，并乘隙偷袭正在内讧的杨逍、韦一笑和五散人等明教核心干部，致使他们在光明顶大战无力抗衡六大派，幸亏被張無忌相救而无恙。而他乘着被殷野王打伤而诈死瞒天过海，得以逃出生天。
经此一役后，他又转入地下，开始向少林、武当、峨嵋和丐帮下手，先是利用弟子，丐帮八袋长老陈友谅为内应，再與丐帮二十五代帮主「金銀掌」史火龙激戰，史火龍雖使出生平所學最強却不完整的降龙十二掌重創他，他身中掌力後嘔血而走，史火龙也為他「混元一氣功」掌力所傷，仍難逃他毒手，最後傷重不治。之後丐幫捉了从海外归来的谢逊和峨嵋派第四代掌門周芷若，丐幫長老陳友諒利用周芷若逼迫宋青书向武当众侠下毒，但这一计划被黄衫女子（杨过及小龍女的后人）、武当七侠和张无忌先后識破並予以阻止。而谢逊就被他转移囚禁在少林寺中。
跟着又挟持并囚禁少林掌门空闻，企图要在屠狮大会逼武林群雄自相残杀，事败即放火要烧死空闻，幸得范瑶等明教教众相救而计谋失败。
成昆最後与被张无忌救出的谢逊在少林寺後山展開死鬥，被谢逊出其不意一同推入金剛伏魔圈的井中，由於井內視線不佳，讓武功原本不如成昆的謝遜，因為眼盲最後反而佔盡優勢。成昆最後被謝遜挖出雙眼、盡斷筋脈，被打成廢人。

## 武功
小擒拿手
成昆和謝遜最後在地下洞底交手時所用的武功，特別善於黑暗中近身搏擊之用，招式應變奇速，手指、手掌、手臂、手肘任何一處碰到敵人，立刻擒拿抓打、撕戳勾撞。其中最狠的招數是：雙龍搶珠，就是戳敵人雙目。
霹靂拳
成昆跟謝遜師徒所學的拳法，招式剛猛威嚇，與七傷拳看來頗相似。
混元一氣功
成昆跟謝遜師徒所修練的內功，若被此功被逼回自身內勁，傷者會滿臉血紅斑點。
少林九陽功
在覺遠大師死前口述九陽真經全文時，在旁的無色禪師聽見的部分內容後，進而衍生的內功心法，在第一版中設定，因少林九陽功並非少林寺本身的武學，僅有空見跟成昆化名的圓真練就。成昆曾以此功反彈謝遜攻擊他的七傷拳。
幻陰指
成昆的絕技武功，初版原名一陰指，是他潛入光明頂偷襲楊逍、韋一笑、冷謙、說不得、張中、彭瑩玉、周顛等七大明教高手時所用的招式。
幻陰指在初版中本名為一陰指，氣勁宛如冰線，遊走穴道使人酸麻且全身發寒，是成昆化名圓真潛伏於少林寺期間暗中鍛鍊的狠辣招式，曾用於殺害丐幫幫主史火龍之妻，並在六大派圍攻光明頂之際，藉由密道直上峰頂，趁著楊逍與韋一笑和五散人比試內力時忽然出手偷襲並重創眾人，後來又擊傷了殷野王，但最終由於成昆被張無忌的九陽神功侵入經脈，毀了這門陰毒武功的根基，使成昆在本故事最後對戰謝遜時因失去制勝利器而大嘆可惜。
在初版中的設定，中了幻陰指後只可用武當、少林、峨嵋三派的九陽神功或一陽指解救，可是在改版後此一說法被取消。而在新修的第三版裡作者金庸亦追加說，由於成昆修練幻陰指這種陰毒功夫，抵消了原本身上少林九陽功的不少功力。

## 影视形象

### 劇集
- 江毅：香港無綫電視《倚天屠龍記》（1978年）
- 曾帅嘉：台灣台視《倚天屠龍記》（1984年）
- 劉江：香港無綫電視《倚天屠龍記》（1986年）
- 伍卫国：香港無綫電視《金毛狮王》（1994年）
- 黄仲裕：台灣台視《倚天屠龍記》（1994年）
- 刘家辉：香港無綫電視《倚天屠龍記》（2001年）
- 张国立：中國亞環影音《倚天屠龍記》（2003年）
- 谭非翎：中國華誼兄弟、華夏視聽聯合出品《倚天屠龍記》（2009年）
- 樊少皇：中國華夏視聽、企鵝影視聯合出品《倚天屠龍記》（2019年）

### 電影
- 田青：《倚天屠龍記》及《倚天屠龍記大結局》（1978年）、《魔劍屠龍》（1984年），邵氏公司
- 於彥凱：《倚天屠龍記之魔教教主》（1993年），香港永盛電影公司
- 釋延能：《倚天屠龍記之九陽神功》、《倚天屠龍記之聖火雄風》（2022年），星王朝